# Гіпероб'єм
Гіпероб'єм — деяка міра (зазвичай міра Лебега), що зіставляється внутрішності «гіпертіл» (тіл у багатовимірному просторі), узагальнення тривимірного об'єму. Аналогічну міру для межі гіпертіла називають гіперплощею. Гіпероб'єм визначається перетином трьох гіперпрямих і тому має властивість тривимірності.

## Обчислення
Існує кілька комп'ютерних алгоритмів обчислення гіпероб'єму. Див. Алгоритми точного обчислення гіпероб'єму(рос.) [Архівовано 17 квітня 2021 у Wayback Machine.].
Точне обчислення значення гіпероб'єму множини з d точок n-вимірного простору є #P-складною задачею.

## Гіпероб'єми деяких тіл
| Тіло           | Точне визначення | Гіпероб'єм                                                                        |
| -------------- | --- | --------------------------------------------------------------------------------- |
| Гіперкуб       | опукла оболонка точок {\displaystyle (\underbrace {\pm 1,\ldots ,\pm 1} _{n})}                                                           | {\displaystyle V_{n}=2^{n}}                                                       |
| Симплекс       | опукла оболонка точок {\displaystyle (\underbrace {0,\ldots ,0,1,0,\ldots ,0} _{n})} і початку координат                                 | Визначник Келі — Менгера                                                          |
| n-вимірна куля | ГМТ, віддалених від центра на відстань не більше R.                                                                                      | {\displaystyle V_{n}={\frac {\pi ^{n/2}}{\Gamma ({n \over 2}+1)}}R^{n}\ }         |
| Гіперконус     | Опукла оболонка {\displaystyle n-1}-вимірної кулі радіуса {\displaystyle R} і точки {\displaystyle (\underbrace {0,\ldots ,0} _{n-1},h)} | {\displaystyle V_{n}={\frac {\pi ^{(n-1)/2}}{n\Gamma ({{n+1} \over 2})}}R^{n-1}h} |

## В інших галузях
Існує так звана «модель гіпероб'єму» Дж. Е. Хатчинсона, згідно з якою екологічна ніша подається як n-вимірний куб, на осях якого відкладено екологічні фактори.
В роботі Брокоффа, Фрфдрфха і Ноймана детально розглядається застосування(рос.) [Архівовано 17 листопада 2020 у Wayback Machine.] індикатора гіпероб'єму в еволюційних алгоритмах.